# Минеев, Василий Иванович
Василий Иванович Минеев (20 декабря 1905 года, дер. Благодатная, ныне Сызранский район, Самарская область — 15 января 1989 года, Саратов) — советский военный деятель, генерал-майор (1945 год).

## Начальная биография
Василий Иванович Минеев родился 20 декабря 1905 года в дер. Благодатная ныне Сызранского района Самарской области.

## Военная служба

### Довоенное время
В декабре 1927 года был призван в ряды РККА и направлен красноармейцем на курсах одногодичников при Одесской пехотной школе, а в октябре 1928 года стал курсантом этой же школы, после окончания которой в сентябре 1929 года был направлен в 24-й стрелковый полк (8-я стрелковая дивизия, Белорусский военный округ), где служил на должностях командира взвода и роты.
В мае 1932 года был направлен на учёбу на автобронетанковые курсы усовершенствования командного состава в Ленинграде, после окончания которых в сентябре того же года назначен на должность помощника начальника штаба учебного батальона 4-го учебного танкового полка (4-я механизированная бригада, Белорусский военный округ). В апреле 1933 года был направлен в 190-й стрелковый полк (64-я стрелковая дивизия), где служил на должностях командира роты, начальника штаба батальона и помощника начальника штаба полка, а с 1938 года — на должности помощника начальника штаба и временно исполняющего должность начальника штаба этой же дивизии.
В марте 1939 года был назначен на должность помощника начальника штаба 50-й стрелковой дивизии, после чего принимал участие в боевых действиях в ходе советско-финской войны.
В июне 1940 года был направлен на учёбу на ускоренный курс при Военной академии имени М. В. Фрунзе, после окончания которого в начале июня 1941 года был назначен на должность помощника начальника 1-го отделения оперативного отдела штаба 11-й армии (Прибалтийский военный округ).

### Великая Отечественная война
С началом войны находился на прежней должности на Северо-Западном фронте и принимал участие в боевых действиях в ходе приграничного сражения в Прибалтике. С июля находился в окружении в районе Каунаса, вышел из окружения в августе без документов и оружия, переодетым, после чего находился на проверке в специальном лагере НКВД в Можайске и в сентябре был назначен на должность помощника начальника 1-го отделения оперативного отдела штаба 30-й армии, после чего принимал участие в боевых действиях в ходе битвы под Москвой. В феврале 1942 года был ранен и госпитализирован и после излечения состоял в распоряжении Главного управления кадров НКО. В августе того же года был назначен на должность начальника штаба 96-й стрелковой бригады, формировавшейся в Уральском военном округе. После окончания формирования в ноябре того же года бригада была передислоцирована под Сталинград, где участвовала в ходе Сталинградской битвы. За мужество и отвагу в боях Василий Иванович Минеев был награждён орденом Отечественной войны 1 степени.
В апреле 1943 года был назначен на должность начальника штаба 92-й гвардейской стрелковой дивизии, принимавшей участие в боевых действиях в районе Белгорода, в форсировании Днепра в районе населенного пункта Мишурин Рог (юго-восточнее Кременчуга). Вскоре дивизия вела наступательные боевые действия на криворожском направлении.
В ноябре был назначен на должность начальника штаба 57-го стрелкового корпуса, который участвовал в боевых действиях в ходе освобождения Правобережной Украины, а также в Ясско-Кишинёвской, Дебреценской, Будапештской и Братиславско-Брновской наступательных операциях. В период с 16 по 20 января 1944 года временно командовал корпусом, который вёл оборонительные боевые действия северо-восточнее города Кривой Рог. В период с 22 по 24 марта 1945 года также временно командовал этим корпусом, который после совершенного марша сосредоточился в районе города Злате-Моравце и приводил в порядок материально-техническую часть, а также занимался боевой подготовкой.
20 апреля 1945 года был назначен на должность начальника штаба 25-го гвардейского стрелкового корпуса, который принимал участие в ходе Пражской наступательной операции.

### Послевоенная карьера
После окончания войны находился на прежней должности начальника штаба корпуса, дислоцированного в составе Центральной группы войск.
В марте 1947 года был направлен на учёбу на высшие академические курсы при Высшей военной академии имени К. Е. Ворошилова, после окончания которых в январе 1949 года был назначен на должность начальника оперативного отдела — заместителя начальника штаба отдельной механизированной армии, а в феврале 1952 года — на должность начальника штаба — 1-го заместителя командира 123-го стрелкового корпуса.
С января 1954 года состоял в распоряжении 10-го Управления Генштаба, вскоре был назначен на должность военного советника начальника штаба военного округа Народно-освободительной армии Китая, а в октябре 1956 года — на должность начальника военной кафедры Саратовского сельскохозяйственного института.
Генерал-майор Василий Иванович Минеев в апреле 1959 года вышел в запас. Умер 15 января 1989 года в Саратове.

## Награды
- Орден Ленина;
- Два ордена Красного Знамени;
- Орден Кутузова 2 степени;
- Орден Богдана Хмельницкого 2 степени;
- Два ордена Отечественной войны 1 степени;
- Три ордена Красной Звезды;
- Медали.